# Pešćenica
Pešćenica falu Horvátországban, Sziszek-Monoszló megyében. Közigazgatásilag Lekenikhez tartozik.

## Fekvése
Sziszek városától légvonalban 21, közúton 24 km-re északnyugatra, községközpontjától 4 km-re nyugatra, az A11-es autópálya közelében, Lekenik és Donji Vukojevac között fekszik.

## Története
Pešćenica területe más ősidők óta lakott, ezt bizonyítják a Donji Vukojevactól délre található ókori eredetű halomsírok. A római korban itt halad át a Sisciát Emonával összekötő római út, melynek maradványai szintén megtalálhatók a határában. A térségről a 13. századig nincsenek írásos adatok. Területe a korai Horvát Királyság idejében a gorai plébániához tartozott, mely később zsupánság, majd hűbérbirtok lett. A gorai birtokot mely abban az időben a Kulpa mindkét partjára kiterjedt még a 12. század végén III. Béla király a templomosoknak adta, majd a rend megszüntetése után 1312-től a vránai johannita perjelség gorai birtokához tartozott. Plébániája ekkor már biztosan működött, hiszen  1334-ben Szűz Mária tiszteletére szentelt templomát már megemlítik a gorai főesperesség templomai között.
A török hódítás előretörését a 16. század második felében a térség is megsínylette különösen az 1580-as és 1590-es években, amikor Sziszek körül súlyos harcok folytak. 17. század elején Pešćenica is az Erdődy család birtoka lett. A lakosság veszteségét a 17. század végétől Boszniából áttelepült horvátokkal igyekeztek pótolni. 1854-ben megnyílt a település első iskolája. A településnek 1857-ben 330, 1910-ben 673 lakosa volt. 1918-ban az új szerb-horvát-szlovén állam, majd később Jugoszlávia része lett. A második világháború idején a Független Horvát Állam része volt. A háború után a béke időszaka köszöntött a településre. Enyhült a szegénység és sok ember talált munkát a közeli városokban. A falu 1991. június 25-én a független Horvátország része lett. 2011-ben 883 lakosa volt.

## Népesség
| Lakosság változása | Lakosság változása | Lakosság változása | Lakosság változása | Lakosság változása | Lakosság változása | Lakosság változása | Lakosság változása | Lakosság változása | Lakosság változása | Lakosság változása | Lakosság változása | Lakosság változása | Lakosság változása | Lakosság változása | Lakosság változása |
| ------------------ | ------------------ | ------------------ | ------------------ | ------------------ | ------------------ | ------------------ | ------------------ | ------------------ | ------------------ | ------------------ | ------------------ | ------------------ | ------------------ | ------------------ | ------------------ |
| 1857               | 1869               | 1880               | 1890               | 1900               | 1910               | 1921               | 1931               | 1948               | 1953               | 1961               | 1971               | 1981               | 1991               | 2001               | 2011               |
| 330                | 401                | 549                | 576                | 654                | 673                | 692                | 719                | 736                | 740                | 859                | 836                | 803                | 840                | 915                | 883                |

## Nevezetességei
Szűz Mária mennybevétele tiszteletére szentelt római katolikus plébániatemploma 1751-ben épült barokk stílusban a középkori templom helyén, mely a térség egyik legrégibb temploma volt. Története során többször is átépítették és megújították. A templom a nagyobb méretű egyhajós szakrális építmények közé tartozik, szűkebb félköríves szentéllyel, északi oldalán sekrestyével. A magas, órás harangtornyot 1771-ben építették a hajó északi falához, északi oldalán két támpillérrel megtámasztva. Belsejét teljesen kicserélték az 1911-es nagy felújítás során. Ekkor készítették a neoklasszicista főoltárt és a két mellékoltárt. A templom új orgonát is kapott. 1998-ban belsejét újra kifestették. A szószék négy evangélistát ábrázoló képei 18. századiak.